# تحت موس الحلاق
تحت موس الحلاق (1961 - 1969)، مسلسل تلفزيوني كوميدي عراقي عرض في بداية عقد الستينيات من القرن العشرين.

## أحداث المسلسل

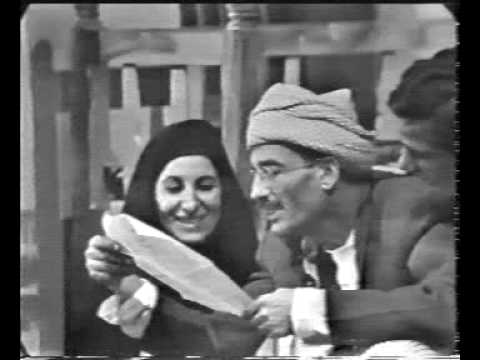
حجي راضي يقرأ الرسالة في مشهد من مشاهد المسلسل

تدور أحداث هذا المسلسل في إحدى محلات (حارات) بغداد، و هي منطقة شعبية جميع سكانها من الطبقة العاملة الفقيرة.

## شخصيات المسلسل
معظم شخصيات هذا المسلسل تؤدي دور تلك الطبقة العاملة وطبيعة حياة سكان ذاك الزمان، في ملبسهم، أدواتهم، أعمالهم، طريقة تفكيرهم، وعاداتهم.

## فكرةالمسلسل
جميع حلقات المسلسل تُظهر جُملة من التحديات بين الطبقة الوسطى المتعلمة والطبقة العاملة، مَرَّة بين الأستاذ والتلميذ، و مَرَّة بين الطبيب والمريض،....الخ

## شعبيةالمسلسل
لاقى المسلسل ترحيب واسع من جمهور المشاهدين في العراق، لأن المسلسل بسيط من حيث اللغة والديكورات والأزياء والفكرة، حيث أنه حاكى المجتمع البغدادي آنذاك.

## طاقم العمل

### تأليف
- سليم البصري.

### إخراج
- عمانوئيل رسام.

### مساعد مخرج
- يوسف سلمان.

### ماكياج
- يوسف سلمان.

### صوت
- بهجت العاني.
- منصور علي.

### مراقبة الكاميرا
- أنور البير.
- عباس المشهداني.

### تسجيل صوري
- عبد الوهاب الراوي.
- فاضل السامرائي.

### إنارة
- مزهر حاتم.
- سامي البازي.

### ممثلون
- حمودي الحارثي.
- راسم الجميلي.
- سهام السبتي.
- عبد الجبار عباس.
- سمير القاضي.
- سناء سليم.[5]
- كامل جبوري.
- كمال العزاوي.
- حسين علي حسين.
- قاسم صبحي.
- يوسف سلمان.
- مجيد فليح.
- عدنان الصفار.
- فؤاد عبد الكريم.

### إنتاج
- دائرة الإذاعة والتلفزيون العراقية.

## وصلات خارجية
- سليم البصري
- كلية الفنون الجميلة العراقية